# Besenyőtelek
Besenyőtelek è un comune dell'Ungheria di 2.900 abitanti (dati 2001). È situato nella contea di Heves.